# De Spucches

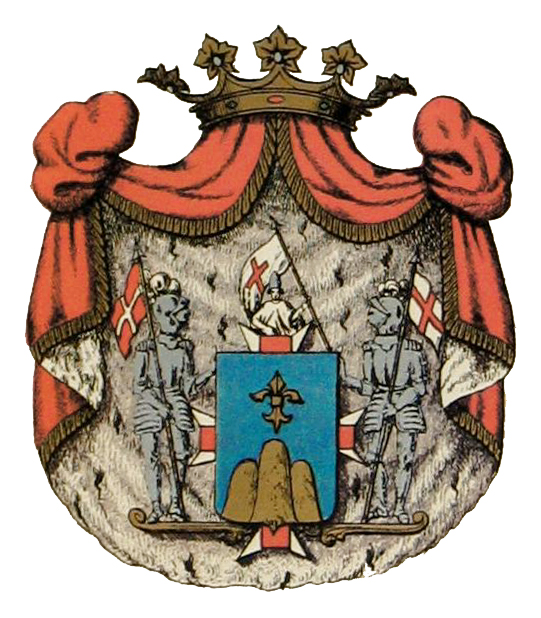
Stemma della famiglia De Spucches

I De Spucches, Spuches o Despuig sono un'antica e nobile famiglia spagnola che godette nobiltà in Spagna e Sicilia.
Complessivamente la famiglia possedette un principato, due ducati, un marchesato, cinque baronie e numerosi feudi.

## Il ramo spagnolo
La famiglia Despuig è originaria di Tortosa ove facevano parte della Ciutadà honrat (istituzione analoga al Patriziato). Il più antico personaggio di cui si hanno notizie è Ramon Despuig, architetto nel secolo XIV, che per primo progettò il chiostro della Cattedrale di Vich e probabilmente anche delle cappelle di San Cristoforo, San Giacomo e San Luca.
Verso il 1329 era insegnante, insieme a Berenguer de Montagut, per la costruzione della Chiesa di Santa Maria del Mar a Barcellona.

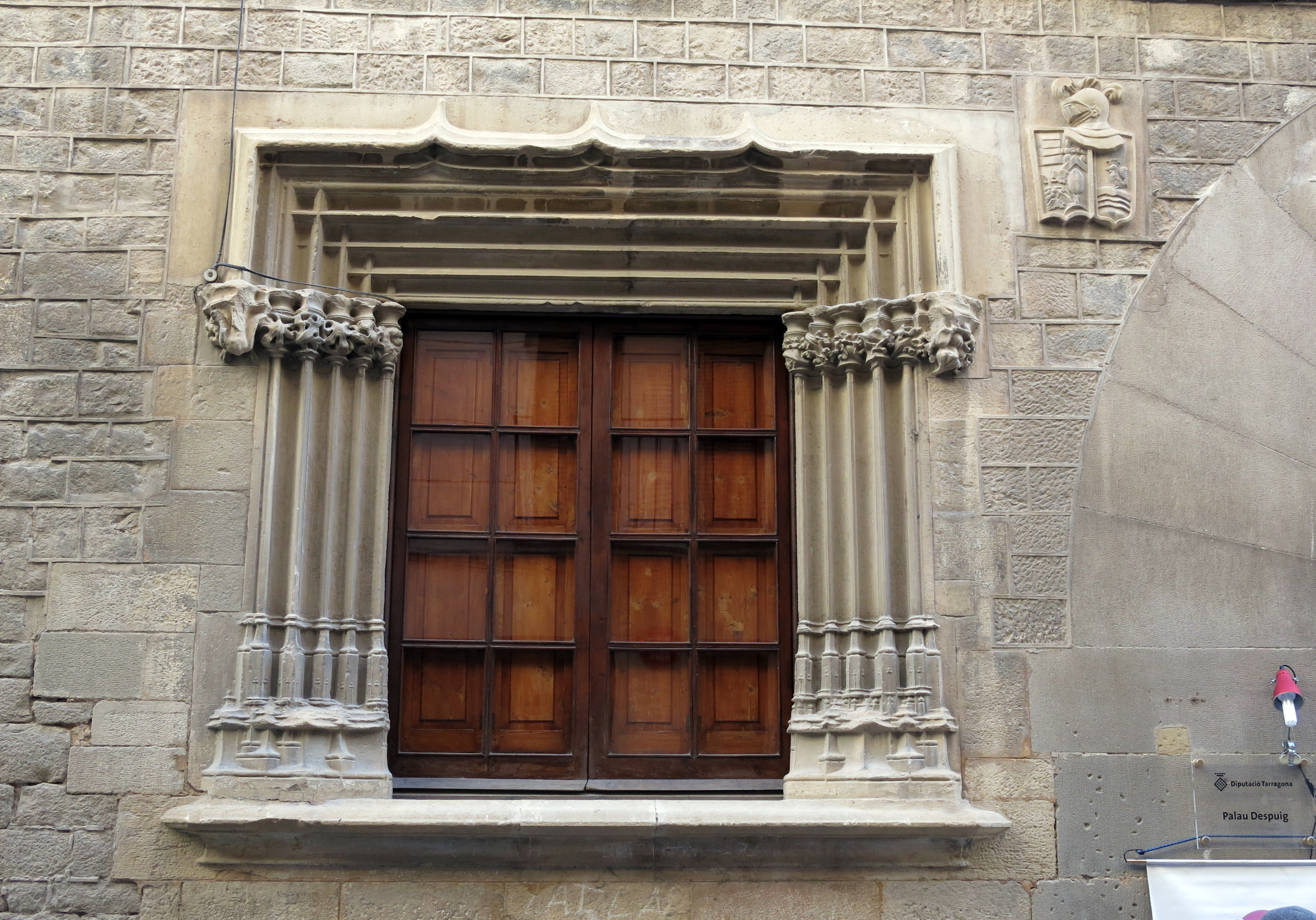
Finestra del Palazzo Despuig, Tortosa

Tra gli illustri componenti del ramo spagnolo troviamo anche:
- Bernat Despuig, pittore gotico catalano, vissuto nel XV secolo, collaboratore di Jaume Cirera.
- Ausias Despuig, cardinale arcivescovo di Monreale
- Luis Despuig, 8ª Gran Maestro dell'Ordine di Montesa dal 1453 al 1482.
- Francisco Bernardo Despuig, 13ª Gran Maestro dell'Ordine di Montesa dal 1506 al 1537.
- Cristòfor Despuig, (Tortosa, 1510 – 1574 ca.), scrittore e umanista
- Ramón Despuig y Martínez de Marcilla[1][2], (Palma di Maiorca, 1670 – Malta, 15 gennaio 1741), 67° Gran Maestro dell'Ordine di Malta.
- Antonio Despuig y Dameto, (Palma di Maiorca, 30 marzo 1745 – Lucca, 2 maggio 1813), cardinale nominato da Papa Pio VII.

## Il ramo siciliano
Il primo De Spucches di cui si hanno notizie in Sicilia è un Berlingherio (o Berengario), il 31 marzo 1296, che ottenne in concessione, come feudo, il casale di Calamonaci.
Successivamente troviamo svariati personaggi che ricoprono incarichi nelle più importanti città siciliane: 
- Simone fu Capitano di Giustizia di Caltagirone nel 1520-21
- Angelo fu Senatore di Catania nell'anno 1525-26
- Marco fu Giudice Straticoziale di Messina negli anni 1525-26, 1528-29, 1533-34, 1538-39, ecc., Deputato del Regno nel 1547, Giudice della Gran Corte nel 1559-60
- Vincenzo fu Giudice della Gran Corte Civile nel 1582-83, del Concistoro negli anni 1592-93, 1617-18 e compratore dei feudi di Amorosa, Mendoli e Villafrati, fu padre di Francesca De Spucches che sposò intorno al 1594 Pietro Filangeri, conte di S. Marco, da cui discendono i Principi di Mirto.
- Marco attestato nel 1584 come proprietario della torre di contrada Pietra Guliti nel territorio di Taormina[5]
- Giuseppe iscritto alla Mastra Nobile del Mollica
- Vespasiano fu Giudice della Corte Pretoriana di Palermo nel 1599-600, Giudice della Gran Corte nel 1605-6-7 e barone di Calamonaci
- Francesco Spucches e Lanza fu Giudice della Gran Corte Civile negli anni 1741-42, 1751-52
- Salvatore de Spucches e Caruso, il 17 febbraio 1776, ottenne attestato di nobiltà dal Senato di Palermo
- Antonino fu Gran Croce e Priore di Lombardia dell'Ordine di Malta, morì nel 1780

### Ramo dei Duchi di Santo Stefano
Il ramo dei duchi di Santo Stefano si avvia a partire dalla baronessa Agata Maria Cirino Amato, al momento della sua investitura di duchessa di Santo Stefano di Briga (1705).
- Biagio De Spucches e Corvaja, barone di Kaggi che fu Giudice della Corte Pretoriana di Palermo nel 1695-96, Giudice della Regia Udienza di Messina nel 1697, Giudice della Gran Corte Civile negli anni 1706-7 e 1710-11, Maestro Razionale giurisperito del Real Patrimonio, Presidente del Supremo Magistrato del Commercio, Presidente del Concistoro nel 1737, Presidente del Real Patrimonio nel 1743. Questi sposa Maria Agata Amato e Cirino, prima duchessa di Santo Stefano di Briga e dalla loro unione nascono quattro figli, tutti succeduti nell'ordine d'età:
- Giovan Battista Spucches e Amato, che come figlio primogenito di Biagio e Maria Agata Amato e Cirino ottenne a 4 novembre 1753 investitura del titolo di duca di Santo Stefano[6]; morì senza figli
- Marco de Spucches e Amato (figlio secondogenito) il 4 dicembre 1758 ottenne parere favorevole dal protonotaro del Regno per la chiesta concessione del titolo di marchese, a 7 marzo 1782, ottenne investitura del titolo di duca di S. Stefano e nello stesso anno fu governatore del Monte di Pietà di Palermo; morì senza figli
- Antonino de Spucches e Amato (figlio terzogenito), duca di Santo Stefano per investitura del 5 ottobre 1784, risultante iscritto alla mastra nobile di Messina del 1798-1807; ebbe un'unica figlia Francesca Paola, sposata con il principe Raimondo San Martino Pardo
- Giuseppe de Spucches e Amato (figlio quartogenito), duca di Santo Stefano per investitura del 26 gennaio 1802, fu cavaliere dell'Ordine di Malta, governatore di Longone che difese dalle truppe napoleoniche
- Antonino de Spucches e Brancoli, figlio di Giuseppe, divenuto (per estinzione di un ramo principale) principe di Galati e duca di Caccamo[7], donò il titolo di duca di Santo Stefano di Briga alla figlia Vittoria
- Vittoria De Spucches Ruffo, fu donataria del titolo nel 1840 in occasione del matrimonio con Antonino San Martino, figlio ultrogenito di Raimondo Sammartino principe del Pardo e già suo cugino acquisito (vedi sopra). Ebbero quattro figli, Raimondo, Antonino, Giuseppe Antonio e Francesco; di questi, tre succedettero nel titolo:
- Raimondo San Martino e De Spucches divenne duca nel 1906 alla morte della madre. Fu più volte sindaco del comune di Santo Stefano di Briga, morì nel terremoto di Messina del 1908.
- Giuseppe Antonio San Martino e De Spucches divenne duca alla morte del fratello nel 1909
- Francesco San Martino De Spucches succedette al fratello nel 1923; fu giurista e storico di gran pregio: sua è la ponderosa (in dieci volumi) "Storia dei feudi e dei titoli nobiliari in Sicilia, dalla loro origine ai nostri giorni" (1925); che nella versione aggiornata del 1941 costituisce ad oggi l'opera più completa e documentata in materia. Ebbe quattro figlie femmine e di queste la primogenita Vittoria San Martino coniugata al principe Gabriele Alliata Bazan divenne, alla morte prematura del marito e nelle more della maggior età del suo primogenito, il capo della famiglia Alliata ed un personaggio importante nella storia cittadina della Palermo a cavallo delle due guerre. Estinta la linea dei San Martino De Spucches, il ducato di Santo Stefano rientrò con decreto del capo del governo del 9 settembre 1928 nel ramo principale dei principi di Galati e duchi di Caccamo, nella persona di Antonino De Spucches, figlio di Giuseppe e nipote di Antonino De Spucches Brancoli, l'originario donatario del titolo.

### Ramo dei Principi di Galati e Duchi di Caccamo
Da Giuseppe De Spucches, duca di Santo Stefano, nasce Antonino, principe di Galati e duca di Caccamo, che fu Gentiluomo di Camera, Gran Croce dell'Ordine Costantiniano, cavaliere dell'Ordine di Malta, Presidente della Deputazione della Salute Pubblica e Governatore della Nobile Compagnia della Pace in Palermo nell'anno 1848. Da questi nasce: 
- Giuseppe de Spucches e Ruffo principe di Galati e duca di Caccamo, Gentiluomo di Camera, Pretore di Palermo 1856-60; Cav. gerosolimitano, Commendatore dell'Ordine dei Santi Maurizio e Lazzaro, Governatore della Compagnia della Pace 1847-1869, distinto letterato, poeta e sommo grecista[2]. Egli sposò in prime nozze, il 29 aprile 1847, a Palermo, la poetessa Giuseppina Turrisi Colonna, che morì undici mesi dopo le nozze. Nel 1855, sposò in seconde nozze, Ignazia Franco, baronessa di Oronte, da cui nacquero quattro figli, tra questi, Antonino, riconosciuto con decreto ministeriale dell'otto febbraio 1903, nei titoli di principe di Galati e duca di Caccamo, venne nominato Cavaliere Ufficiale dell'Ordine della Corona d'Italia e Gentiluomo di Corte di Sua Maestà la Regina Madre d'Italia. Fu deputato al Parlamento.

Il ramo di questa famiglia è tuttora presente a Palermo.

### Ramo dei Baroni di Rocca e Valdina
Con matrimonio celebrato a Palermo nell'anno 1864 il Cav. Francesco Paolo De Spucches, (di Giuseppe, di Placido), sposa la baronessa Giovanna Atenasio Martino Valdina, figlia del barone Luigi Atenasio Battifora e Traverso e della baronessa Casimira Martino Valdina, acquisendo così il titolo di barone di Rocca e Valdina, per lui ed i suoi figli. 
Il barone Francesco Paolo fu inoltre Sindaco di Roccavaldina.
Il ramo di questa famiglia è tuttora presente a Cefalù e Palermo.

## Stemma
Arma: d'azzurro col monte di tre cime d'oro, sormontato da un giglio del medesimo. Lo scudo accollato delle croci di Malta e di Montesa, cimate da un vescovo vestito di bianco e mitrato tenente colla sinistra lo stendardo dell'Ordine di Montesa. 
Cimiero: un vescovo vestito di bianco e mitrato, tenente con la sinistra uno stendardo dell'Ordine di Montesa.
Tenenti: due guerrieri portanti le bandiere dei due ordini. 
Corona e mantello di principe.

## Motto
- ACTUM SPLENDENTEMQUE PRO FIDE PRO REGE

## Galleria d'immagini

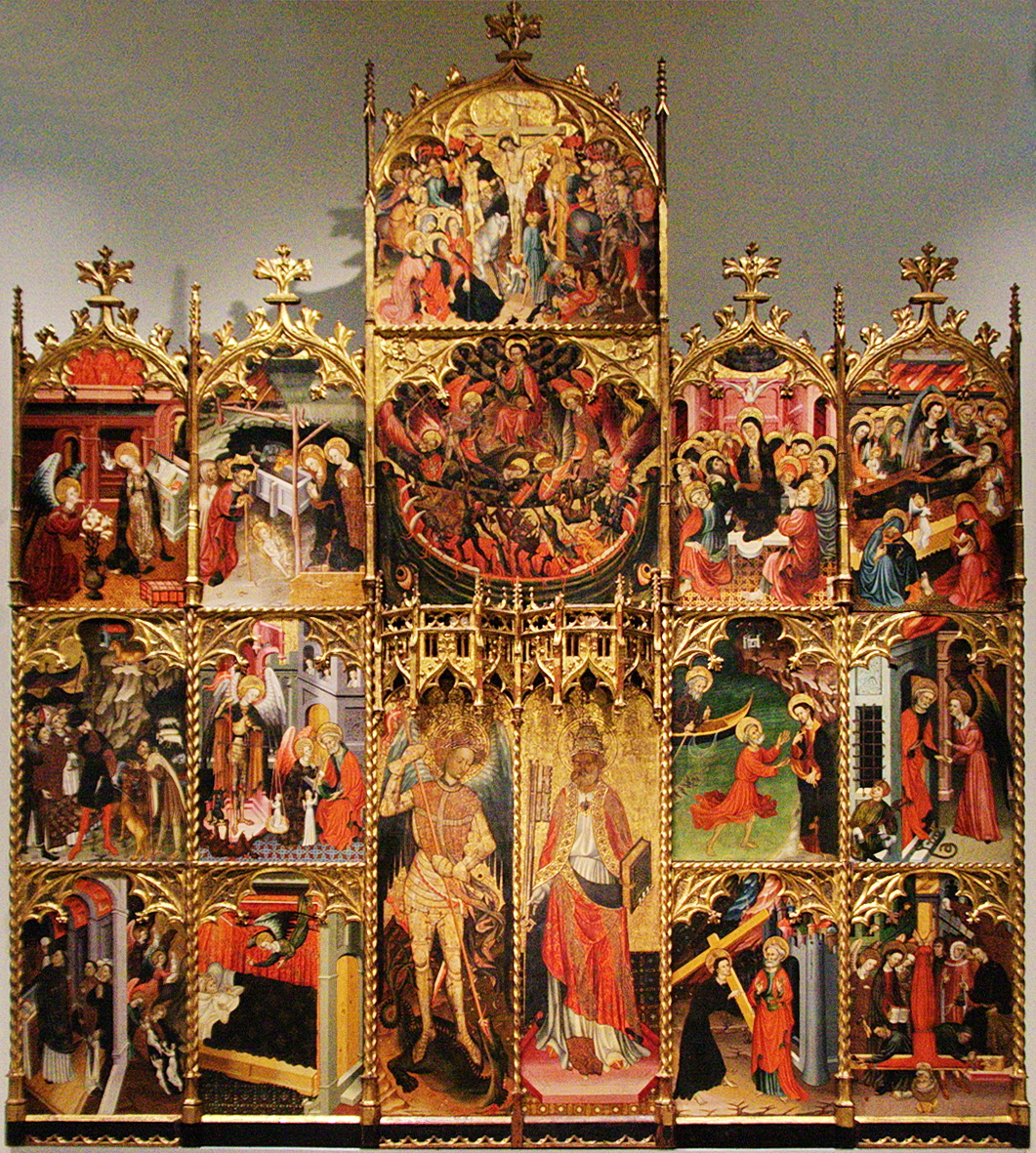
Pala d'altare dei Santi Pietro e Michele, opera di Bernat Despuig e Jaume Cirera.
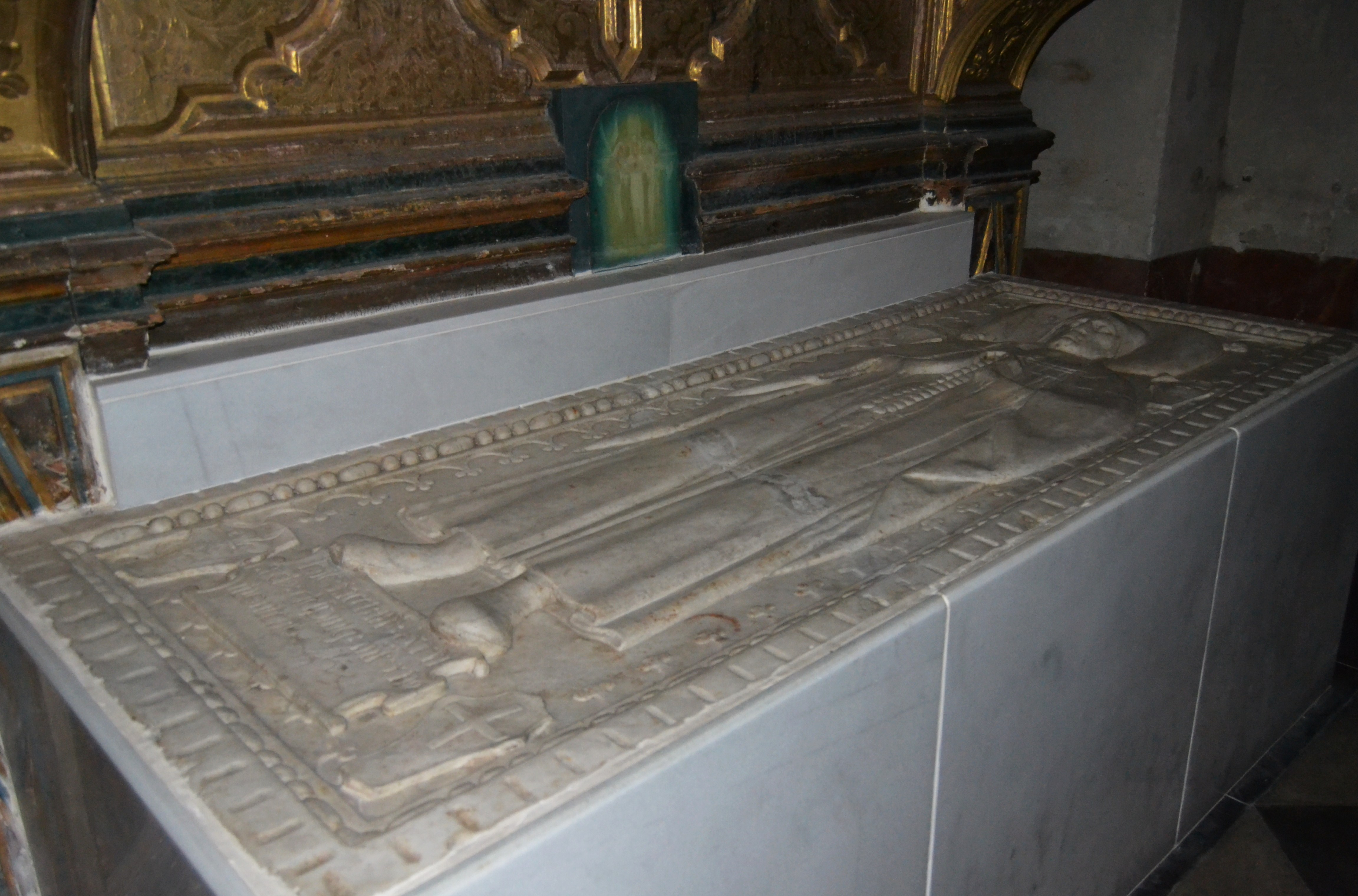
Lastra tombale del Gran Maestro Francisco Bernardo Despuig a Valencia.
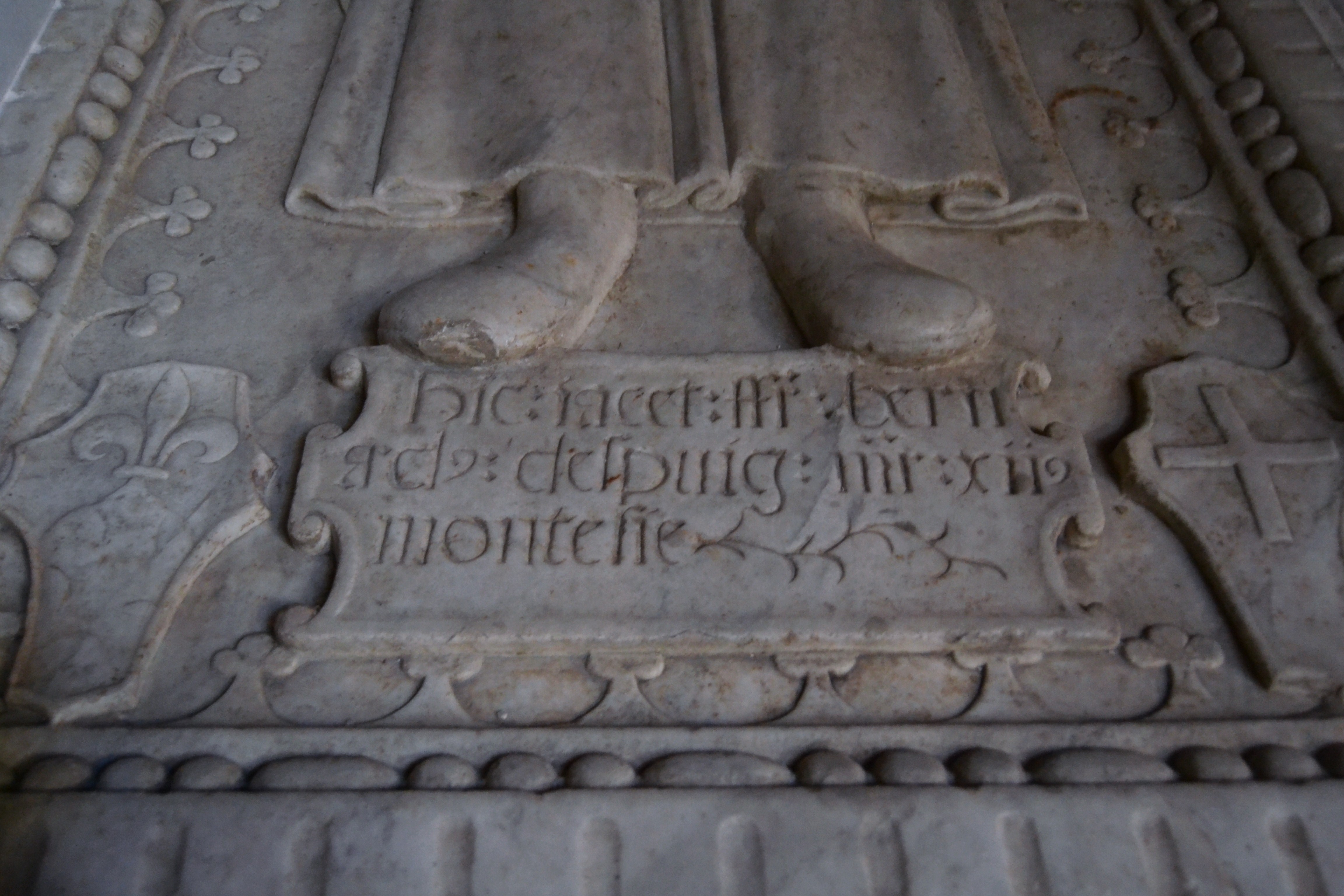
Particolare della lastra tombale con gli stemmi.
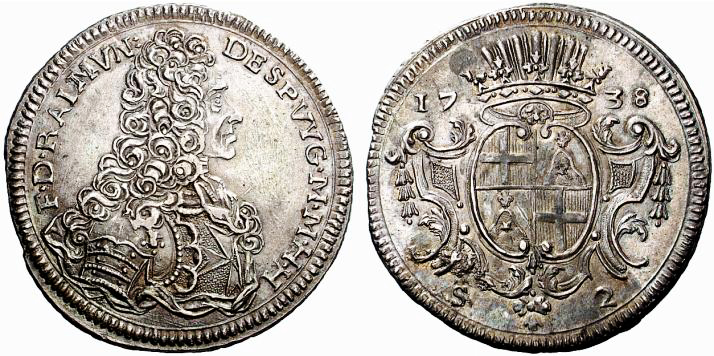
Moneta da 2 Scudi di Ramon Despuig.
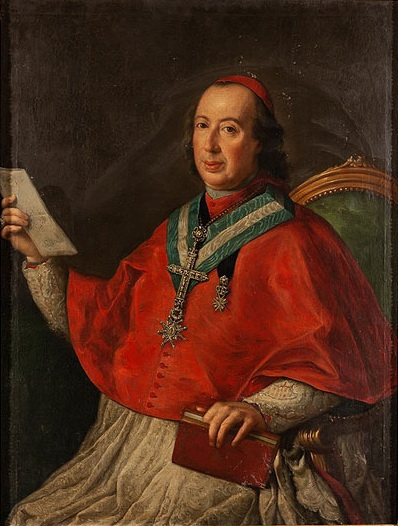
Ritratto del Card. Antonio Despuig y Dameto (1745-1813).